# Tanzboden (bergstopp i Österrike)
Tanzboden är en bergstopp i Österrike.   Den ligger i distriktet Klagenfurt-Land och förbundslandet Kärnten, i den sydöstra delen av landet, 250 km sydväst om huvudstaden Wien. Toppen på Tanzboden är 923 meter över havet, eller 6 meter över den omgivande terrängen. Bredden vid basen är 0,19 km.
Terrängen runt Tanzboden är kuperad norrut, men söderut är den bergig. Runt Tanzboden är det ganska tätbefolkat, med 75 invånare per kvadratkilometer.. Närmaste större samhälle är Klagenfurt, 15,9 km nordost om Tanzboden. 
I omgivningarna runt Tanzboden växer i huvudsak blandskog.